# Haemellied
Het Haemellied is een oud soldatenlied, waarvan de herkomst onbekend is. Het werd onder meer nog door de Indiëgangers gezongen gedurende hun verblijf in Indië ten tijde van de politionele acties.
Sinds 1930 dient het lied als clublied van rugbyclub AAC Amsterdam. Het vermoeden is daarom ook dat dit lied door een AAC-lid is geïntroduceerd in het leger.
In 1951 heeft de Nijmeegse studentenroeivereniging N.S.R.V. Phocas dit lied ook gekozen als verenigingslied.